# Masayoshi Watanabe
Masayoshi Watanabe (渡邉　正義), (n. 20 de diciembre de 1954) es un químico japonés y profesor en la Universidad Nacional de Yokohama.

## Biografía
Estudió química en la Universidad de Waseda, Japón, y obtuvo su doctorado en la Ingeniería en 1983. En 1992 se convirtió en un lecturer en la Universidad Nacional de Yokohama, y se convirtió en profesor asociado en 1994, y en profesor en 1998. Entre 1999 y 2002, fue profesor visitante en la Universidad de Tokio, Japón.

## Investigaciones científicas
- Los  líquidos iónicos, polímeros electrolíticos y el diseño de materiales para baterías de litio, pilas de combustible, células solares y actuadores.
- Montaje supramolecular de Polímeros y Nanomateriales en líquidos iónicos.
- Materiales nanoestructurados, incluyendo hidrogeles sensibles a estímulos y electrodos 3D.
- Electroquímica de proteínas para los biosensores y bio-interfaces.